# فابریکا
فابریکا (به روسی: Фабрика) نام یک گروه موسیقی دخترانه روسی است که فعالیت خود را از سال ۲۰۰۲ از شهر مسکو آغاز کرد. این گروه اولین آلبوم موسیقی خود را در سال ۲۰۰۳ منتشر کرد. دومین و سومین آلبوم این گروه هم به ترتیب در سالهای ۲۰۰۸ و ۲۰۱۱ منتشر شد.
موفق‌ترین آلبوم این گروه Про любовь (معنی:درباره عشق) نام دارد.